# Among the Living
Albums de Anthrax
Spreading the Disease
(1985) State of Euphoria
(1988)
Singles
1. I Am the Law
Sortie : 1987
2. Indians
Sortie : 1987

Among the Living est le troisième album studio du groupe de thrash metal américain Anthrax. Il est sorti le 22 mars 1987 sur le label Megaforce Records / Island Records et a été produit par le groupe et Eddie Kramer.

## Historique
Cet album fut enregistré en octobre et en novembre 1986 dans les studios Quadradial de Miami et les Compass Point Studios de Nassau aux Bahamas. Deux singles furent tirés de cet album, I'm the Law et Indians, qui se classèrent dans les charts britanniques, respectivement à la 32e et 44e place
Il se classa pendant 36 semaines au Billboard 200, meilleure place 62e, et fut certifié disque d'or par la RIAA le 31 juillet 1990. Il eut aussi du succès au Royaume-Uni où il se classa à la 18e place de l' Official Charts Company et fut certifié disque d'argent (60 000 exemplaires vendus). L'album est cité dans l'ouvrage de référence de Robert Dimery « 1001 albums qu'il faut avoir écoutés dans sa vie ».
Il est souvent cité comme étant l'album préféré des fans d'Anthrax ainsi que l'un des meilleurs albums de la discographie du groupe . Il présente un son plus agressif que sur Spreading the Disease.
Cet album fut dédié à la mémoire de Cliff Burton, bassiste de Metallica, qui décéda accidentellement alors qu'Anthrax se préparait à l'enregistrement de cet album.

## Liste des titres
- Tous les titres sont signés par le groupe, sauf indications.

Album original
1. Among the Living – 5:16
2. Caught in a Mosh – 5:00
3. I Am the Law (Anthrax, Danny Lilker) – 5:57
4. Efilnikufesin (N.F.L.) – 4:54
5. A Skeleton in the Closet – 5:33
6. Indians" – 5:40
7. One World" – 5:56
8. A.D.I./Horror of It All – 7:50
9. Imitation of Life (Anthrax, Lilker) – 4:22

2009 Deluxe Edition bonus tracks
1. Indians (Alternate lead) - 5:39
2. One World (Alternate take)- 5:55
3. Imitation of Life (Alternate take) (Anthrax, Lilker) - 4:26
4. Bud E Luv Bomb and Satan's Lounge Band () - 2:45
5. I Am the Law (Live in Dallas) (Anthrax, Lilker) - 6:03
6. I'm the Man (instrumental) (Anthrax, John Rooney) - 3:04

2009 Deluxe Edition Disc 2
- "Oidivnikufesin (N.F.V.)" DVD. Enregistré en public à Londres, Angleterre, le 16 novembre 1987.

1. Intro -I Just Can't Turn You Loose
2. Among the Living
3. Caught in a Mosh
4. Metal Thrashing Mad
5. I Am the Law
6. Madhouse
7. Indians
8. Medusa
9. Efilnikufesin (N.F.L.)
10. Armed and Dangerous
11. A.I.R./I'm the Man/A.I.R.
12. Gung Ho

- Durée approximative: 75 minutes

## Musiciens
- Joey Belladonna : chant
- Dan Spitz : guitare solo, guitare acoustique sur A.D.I
- Scott Ian : guitare rythmique
- Frank Bello : basse
- Charlie Benante : batterie

## Charts et certifications
| Pays        | Durée du classement | Meilleur classement |
| ----------- | ------------------- | ------------------- |
| Allemagne   | 5 semaines          | 46e                 |
| États-Unis  | 36 semaines         | 62e                 |
| Pays-Bas    | 4 semaines          | 46e                 |
| Royaume-Uni | 5 semaines          | 18e                 |
| Suède       | 2 semaines          | 43e                 |

| Pays        | Certification | Ventes    | Date       |
| ----------- | ------------- | --------- | ---------- |
| États-Unis  | Or            | 500 000 + | 31/07/1990 |
| Royaume-Uni | Argent        | 60 000 +  | 15/02/1990 |

### Charts singles
| Date | Single      | Chart            | Position |
| ---- | ----------- | ---------------- | -------- |
| 1987 | I'm the Law | UK Singles Chart | 32e      |
| 1987 | I'm the Law | Single Top 100   | 93e      |
| 1987 | Indians     | UK Singles Chart | 44e      |

## Autour de l'album
- A.D.I. serait l'abréviation de acoustic Dan intro.